# Parque Juárez

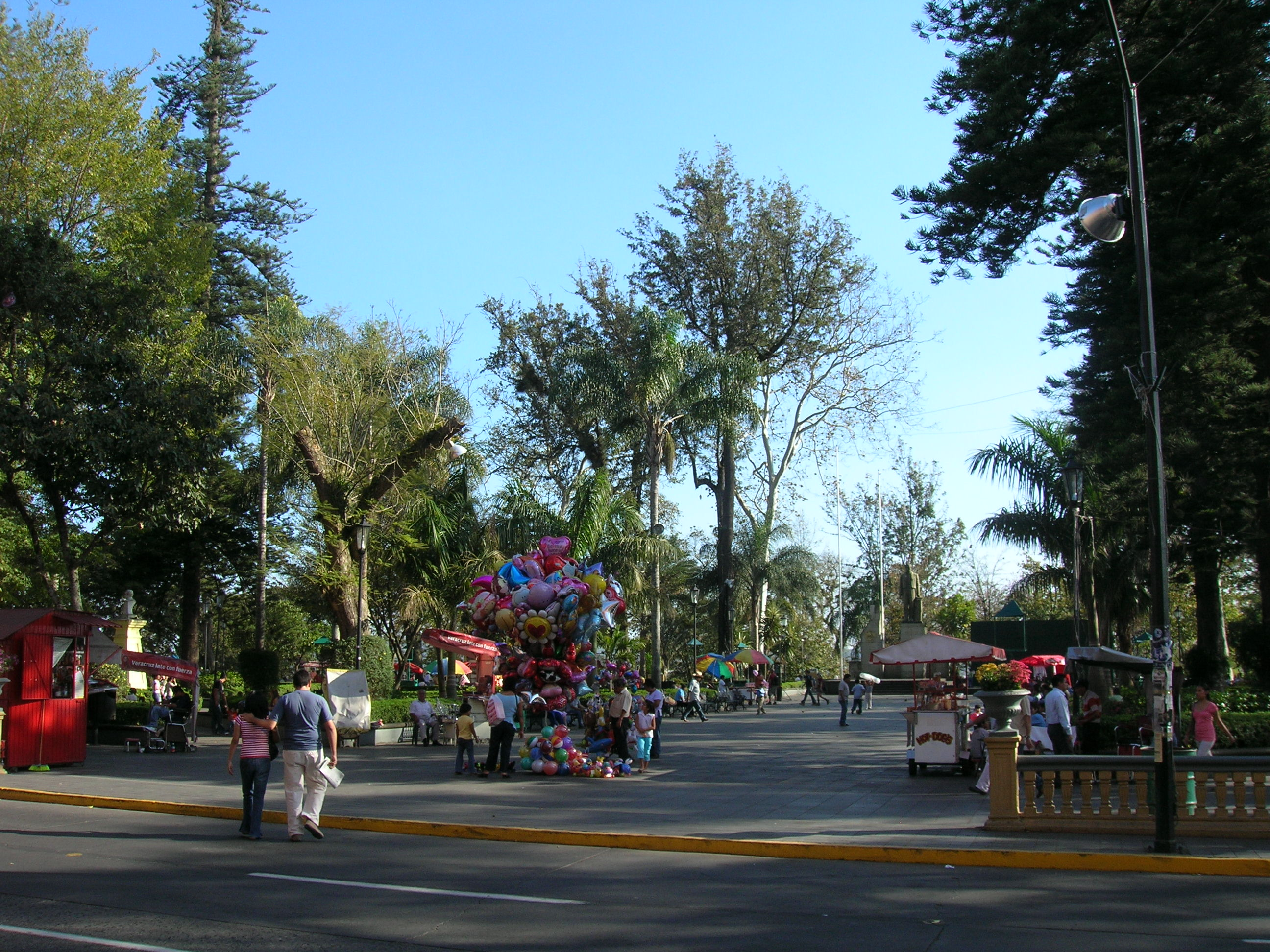
Parque Juárez

Parque Juárez ist ein öffentlicher Park in Xalapa in Veracruz im Osten von Mexiko.
Er ist nach Benito Juárez benannt und wurde 20 Jahre nach seinem Tod, im Jahre 1892, eingeweiht.
Der Park befindet sich im Zentrum von Xalapa.
Im Park befindet sich das Kulturzentrum „Agorá de la Ciudad“ mit einem Kino, einem Theater und Galerien.
Man kann im Süden des Parkes den Pico de Orizaba und den Cofre de Perote sehen.
Seit dem 16. Jahrhundert war das Gelände, auf dem der Park heute ist, der Standort des Klosters von San Francisco.